# Microscapha californica
Microscapha californica is een keversoort uit de familie winterkevers (Tetratomidae). De wetenschappelijke naam van de soort werd in 1928 gepubliceerd door Barrett.